# Clemenza Doria

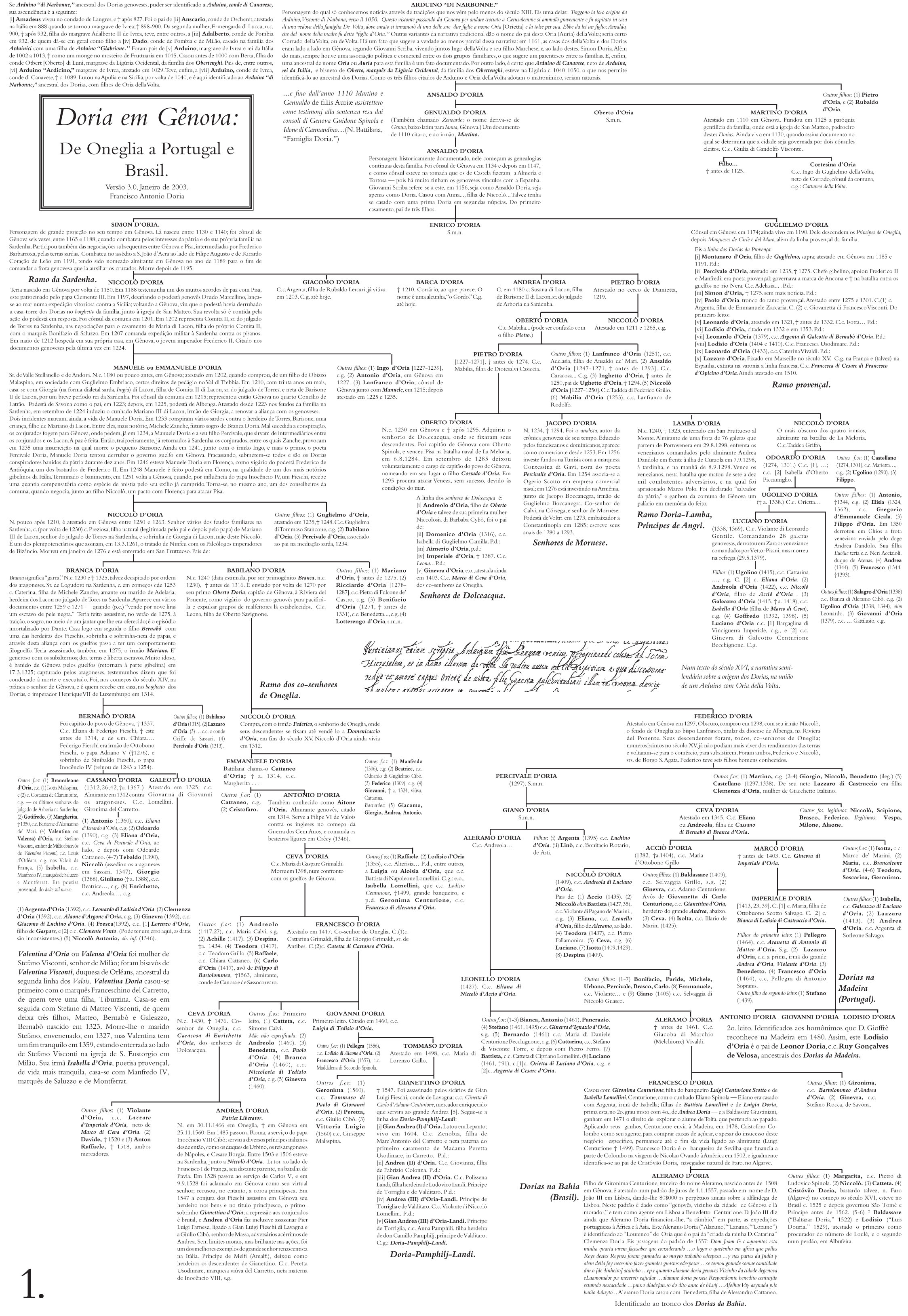
Genealogia do ramo de Oneglia da família Doria de Gênova, até Aleramo Doria, pai de Clemenza Doria.

Clemenza Doria (c. Gênova, c. 1540 — Salvador, c. 1590/1591) foi uma nobre genovesa radicada no Brasil.

## Resumo biográfico
Filha natural do mercador genovês Aleramo Doria, que tinha negócios com a corte portuguesa ao tempo de D. João III de Portugal, Clemenza Doria era criada da rainha D. Catarina de Portugal, e foi educada com outras moças nobres, muitas das quais órfãs de pais que serviam à coroa, no Recolhimento de Nossa Senhora da Ajuda, em Lisboa. Em dezembro de 1554 a rainha D. Catarina enviou Clemenza Doria e Catarina de Almeida ao Brasil, para que se casassem na colônia com membros da administração colonial. O enxoval de ambas soma cerca de 70 contos, uma quantia considerável, e é autorizado pessoalmente pela rainha, que o assina; as moças recebem também como dote cargos burocráticos na colônia - no caso de Clemenza Doria, o cargo de contador-geral das terras do Brasil.
Clemenza Doria casa-se no Brasil com Sebastião Ferreira, moço de câmara (um foro de fidalguia), então servindo na vereança local. Este é enviado a Portugal em meados de 1556, para relatar ao rei os conflitos entre o governador-geral D. Duarte da Costa e o bispo Sardinha, e é também morto pelos caetés. Provavelmente em começos de 1557, Clemenza Doria casa-se com Fernão Vaz da Costa, também fidalgo, filho do dr. Cristóvão da Costa, autoridade maior judicial em Portugal. Fernão Vaz morre entre 1567 e 1568; Clemenza sobrevive-lhe até 1591.
O status social de Clemenza Doria era alto, o que se depreende do fato de os documentos que lhe citam os maridos, sempre a ela se referirem, o que é pouco habitual. Sua condição de criada da rainha implicava numa proximidade imediata à corte.
Clemenza Doria tinha casas em frente ao mosteiro de São Bento em Salvador, e terras em Itaparica. De seus dois casamentos descende a família Doria da Bahia.

## Contexto histórico-familiar
Clemenza Doria pertence à quarta geração de um grupo familiar diretamente envolvido nas navegações ibéricas. Seu bisavô Lodisio Centurione Scotto é o banqueiro que envia Cristóvão Colombo à Madeira em 1478 para comprar uma partida de açúcar, o que se atesta no famoso “documento de Asseretto,” datado de Gênova, em 1479. O genro de Centurione, Francesco Doria, financia em 1503 a parte de Colombo na expedição de Ovando à América. Cristóvão Doria, irmão ou meio-irmão de Aleramo Doria, é um comerciante envolvido nos negócios da pimenta, nos começos do século XVI.

## Ascendência de Clemenza Doria
Uma estimativa demográfica sugere que entre 5 a 10 milhões de indivíduos, hoje em dia, no Brasil, descendem de Clemenza Doria, que é assim uma das “mães fundadoras” do Brasil. A linha de ascendentes de Clemencia Doria é a seguinte (ver a referência ao site Sardimpex nas fontes):
1. Arduino.
Personagem semilendário. Teria casado c. 1050 com Oria (Auria) della Volta, filha do magnata genovês Corrado della Volta, ou de Volta. Há um fato que sugere a verdade ao menos parcial dessa narrativa: em 1161, as casas dos Della Volta e dos Dorias eram lado a lado em Gênova, vivendo juntos Ingo della Volta e seu ﬁlho Marchese, e, ao lado destes, Simon Doria. Além do mais, sempre houve uma associação política e comercial entre os dois grupos familiares, o que sugeriria um parentesco entre as famílias. Arduino poderia identificar-se a Arduino Conde de Canavese, do clã dos Arduinici, Condes de Auriate, donde o nome da família. Segundo a tradição, Arduino e Oria tiveram três ﬁlhos, dos quais segue:
2. Ansaldo.
Dado indiretamente como ﬁlius Auriæ. Este teria tido igualmente três ﬁlhos. Segundo a tradição foi seu ﬁlho:
3. Genualdo.
O nome deriva-se de Genua, baixo latim para Ianua, Gênova. Dado como um dos de ﬁliis Auriæ num documento de 1110. Também dito Zenoardo, Gherardo, Genoardo. Pai de:
4. Ansaldo Doria.
Personagem historicamente documentado, nele começam as genealogias contínuas desta família. Foi cônsul de Gênova em 1134 e depois em 1147, e como cônsul esteve no cerco e assalto a Almería e Tortosa em Castela — pois há muito tinham os genoveses vínculos com a Península Ibérica. Casou com Anna…, ﬁlha de Niccolò… Talvez tenha se casado com uma prima Doria em segundas núpcias. Do primeiro casamento, pai de:
5. Simon Doria.
N. Gênova entre 1130 e 1140; foi cônsul de Gênova seis vezes, entre 1165 e 1188, quando combateu pelos interesses da pátria e de sua própria família na Sardenha. Participou também das negociações subsequentes entre Gênova e Pisa, intermediadas por Frederico Barba Ruiva, pelos feudos sardos. Combateu no cerco a S. João de Acra ao lado de Filipe Augusto e de Ricardo Coração de Leão em 1191, tendo sido nomeado almirante em Gênova em 1189 com o comando da frota genovesa que ia auxiliar os cruzados. Morre depois de 1195. Filho,
6. Niccolò Doria.
Nascido em Gênova c. 1150. Em 1188 testemunha um dos muitos acordos de paz com Pisa, agora patrocinado pelo papa Clemente III. Em 1197 desafia o podestà genovês Drudo Marcellino, e se lança ao mar numa expedição vitoriosa contra a Sicília.   Foi cônsul da comuna em 1201. Em 1212 hospeda em sua própria casa em Gênova imperador Frederico II. Morreu depois de 1224. Filho:
7. Manuele Doria.
Sr. de Valle Stellanello e de Andora. N.c. 1180 ou pouco antes, em Gênova; atestado em 1202; em 1210, com trinta anos ou mais, casa-se com Giorgia di Lacon, ﬁlha de Comita II di Lacon, sr. do julgado de Torres, e neta de Barisone II de Lacon, por um breve período rei da Sardenha. Foi cônsul da comuna em 1215; representou Gênova no quarto Concílio de Latrão. Podestà de Savona como o pai, em 1223; depois, podestà de Albenga. Senhor de grande feudo na Sardenha. Em 1241, junto com o irmão Ingo, e mais o primo, o poeta Percivale Doria, Manuele Doria tentou derrubar o governo guelfo em Gênova, fracassando no entanto e sendo banidos. Voltam a Gênova em 1251. Filho:
8. Niccolò Doria.
N. pouco após 1210, é atestado em Gênova entre 1250 e 1263. Senhor vários dos feudos familiares na Sardenha, c. (por volta de 1230) c. Preziosa, ﬁlha natural legitimada de Mariano III de Lacon, senhor do julgado de Torres na Sardenha. É um dos plenipotenciários que assinam em 1261 o tratado de Ninfeu com a dinastia paleóloga do Império Bizantino. Morreu em 1276. Pai de:
9. Babilano Doria.
N.c. 1240, irmão segundo de Branca Doria, † antes de 1316. É enviado por volta de 1270 por seu primo Oberto Doria, capitão de Gênova, à Riviera del Ponente, como vicarius do governo genovês para pacificá-la e expulsar grupos de malfeitores lá estabelecidos. C.c. Leona Savignone, e teve dois ﬁlhos conhecidos, dos quais segue:
10. Federico Doria.
Atestado em Gênova em 1297. Obscuro, comprou em 1298, com seu irmão Niccolò, o feudo de Oneglia ao bispo Lanfranco, titular da diocese de Albenga, na Riviera del Ponente. Seus descendentes foram, todos, co-senhores de Oneglia; numerosíssimos no século XV, já não podiam mais viver dos rendimentos das terras e voltaram-se para o comércio, para subsistirem. Foram ambos, Federico e Niccolò, srs. de Borgo S. Agata. Federico teve seis ﬁlhos homens conhecidos, dos quais:
11. Percivale Doria.
Atestado em 1297, num mesmo ato notarial onde comparece seu pai. Obscuro. Pai de:
12. Giano Doria.
Seu irmão Ceva Doria está atestado em 1345; é este Ceva ou Sceva Doria quem, em nome da república, paciﬁca a Riviera do Levante em 1397. Pai, Giano, de:
13. Aleramo Doria.
Sua irmã Argenta Doria está atestada em 1395. Aleramo casou com Andreola… . Pais de:
14. Leonello Doria.
Atestado em 1427. Casou com sua prima Eliana Doria, ﬁlha de Niccolò di Acciò di Ceva Doria, este irmão de Giano Doria. (Ver acima.) Tiveram o ﬁlho (entre outros):
15. Aleramo Doria.
Segundo do nome, casou com Giacoba, ﬁlha de Melchiorre ou Marchio Vivaldi, que já era viúva em 1461. Três ﬁlhos citados, dos quais:
16. Francesco Doria.
Casou com Gironima Centurione, ﬁlha do banqueiro Lodisio Centurione Scotto e de Isabella Lomellini. Centurione, com o cunhado Eliano Spinola — Eliano era casado com Argenta, irmã de Isabella; ﬁlhas de Battista Lomellini e de Luigia Doria, prima esta, no 2.º grau misto com 4.º, do almirante Andrea Doria — ganha em 1471 o direito de explorar o alume de Tolfa, que pertencia ao papado. Aplicando seus ganhos, Centurione envia à ilha da Madeira, em 1478, Cristoforo Colombo como seu agente, para comprar caixas de açúcar, e apesar do insucesso deste negócio específico, permanece até o ﬁm da vida ligado ao almirante (Luigi Centurione † 1499). Francesco Doria é o banqueiro de Sevilha que ﬁnancia a parte de Colombo na viagem de Nicolau Ovando à América em 1502, e igualmente identifica-se ao pai de Cristóvão Doria, navegador natural de Faro, no Algarve. Filho:
17. Aleramo Doria.
Filho de Gironima Centurione, terceiro do nome Aleramo, nascido antes de 1508 em Gênova, é atestado num padrão de juros de 1557, passado em nome de D. João III em Lisboa, dando-lhe 80$000 rs perpétuos anuais de renda sobre a alfândega de Lisboa. Neste padrão é dado como “genovês, vizinho da cidade de Gênova e lá morador,” e tem como agente em Lisboa a Benedetto Centurione. D. João III diz ainda que Aleramo Doria ﬁnanciou-lhe, “a câmbio,” em parte, as expedições portuguesas à África e à Ásia. Aleramo Doria casou com Benedetta, filha de Alessandro Cattaneo. Filha natural:
18. Clemenza Doria.
N.c. 1540; genovesa de nascença. Criada da Rainha D. Catarina, passou ao Brasil em 1555, onde casou duas vezes, c.g.; † após 1590.
(As fontes para essa linha de ascendentes são a genealogia de N. BATTILANA, citada no verbete Família Doria, com correções tomadas ao livro de C. FUSERO, no mesmo verbete.)